# Zen 49
Con il termine di Zen 49 si indicava un gruppo di artisti tedeschi del XX secolo.

## Storia
Il gruppo che diede inizio allo Zen 49 si riunì a Monaco di Baviera nel mese di luglio dell'anno 1949 (da cui il nome). Originariamente il gruppo aveva un altro nome (Gruppe der Ungegenständlichen) ma cambiò il nome l'anno successivo nel 1950.
La loro prima esposizione fu nel 1950 tenutasi a Monaco al Central Art Collecting Point, il gruppo continuò le sue esposizioni sino al 1957.
Molti anni dopo ci furono altre esposizioni che richiamarono quelle passate come quella di Baden-Baden nel 1987 e quella di Monaco nel 1999.

## Componenti
7 furono i componenti del gruppo:
- Willi Baumeister (1889 – 1955)
- Rolf Cavael
- Gerhard Fietz
- Rupprecht Geiger
- Willy Hempel
- Brigitte Meier-Denninghoff
- Fritz Winter (1905 – 1976)